# ConceptDraw DIAGRAM
ConceptDraw DIAGRAM (Ранее известный как ConceptDraw PRO) — проприетарное графическое программное обеспечение для создания бизнес-графики: диаграмм, блок-схем, графиков, визуализации управления бизнес-процессами и проектной документации, а также профессиональных и технических диаграмм, таких как: UML, DFD, ERD, схем топологии компьютерных сетей, инженерных диаграмм и других графических задач.
Выпускается компанией CS Odessa с 1999 года для операционных систем Microsoft Windows и Apple macOS. Формат файлов ConceptDraw DIAGRAM позволяет работать с одним документом в операционных системах macOS и Windows. Пользовательское соглашение Разработчика допускает кросс-платформенную установку ПО с одной лицензией. 
С 2008 года входит в состав пакета ConceptDraw OFFICE. Начиная с версии 12 продукт переименован в ConceptDraw DIAGRAM.
Содержит набор инструментов для векторного рисования, подборку проблемно-ориентированных шаблонов, примеров, векторных объектов, собранных в тематические библиотеки, а также встроенный режим презентаций.

## Форматы файлов
- CDDZ — документ (диаграмма, блок-схема и другие);
- CDD — документ ConceptDraw Pro версий до 9 (диаграмма, блок-схема и другие);
- CDTZ — шаблон документа;
- CDL — библиотека векторных объектов;
- CDSZ — презентация (слайдшоу);
- CDX — файл в формате ConceptDraw XML.

Реализован встроенный скриптовый язык ConceptDraw Basic Script для создания и работы со сложными графическими объектами, в том числе с объектами, меняющими своё состояние в зависимости от данных из редактируемого внешнего источника (Live Objects).
Экспорт и импорт поддерживается для форматов Microsoft Visio, Microsoft PowerPoint, различных графических форматов, а также возможен экспорт в PDF, HTML, EPS, SWF, SVG. В составе ConceptDraw Office реализована возможность импорта данных и построения диаграмм из интеллект-карт ConceptDraw MINDMAP и данных проектов ConceptDraw PROJECT.